# Campionato italiano a squadre di calcio da tavolo 2013
Il Campionato italiano a squadre di calcio da tavolo del 2013 si è svolto a Chianciano Terme, sia il girone d'andata che di ritorno.

## Classifica Finale 2013
|  | Classifica Finale 2013   | P  |
|  | ------------------------ | -- |
|  | Black & Blue Pisa        | 46 |
|  | F.lli Bari Reggio Emilia | 45 |
|  | Eagles Napoli            | 35 |
|  | Fiamme Azzurre Roma      | 32 |
|  | Perugia                  | 30 |
|  | Bologna Tigers           | 18 |
|  | Stella Artois Milano     | 17 |
|  | CCT Roma                 | 16 |
|  | Sessana '82              | 10 |
|  | Brasilia Chieti          | 2  |

## Formazione della Squadra Campione D'Italia
| Bertelli Simone      |
| Bertelli Daniele     |
| Pochesci Daniele     |
| Targui Sami          |
| Manganello Mauro     |
| Subazzoli Alessandro |
| -------------------- |